# Konjarnik (Zvezdara)
Pour le village de la municipalité de Žitorađa, voir Konjarnik.
Konjarnik (en serbe cyrillique : Коњарник) est un quartier de Belgrade, la capitale de la Serbie. Il est situé en partie dans la municipalité de Voždovac et en partie dans la municipalité de Zvezdara. Il est divisé en plusieurs sous-quartiers, dont ceux de Denkova bašta, Učiteljsko naselje et Rudo. En 2002, il comptait 23 394 habitants.

## Localisation
Konjarnik se trouve à 4 km au sud-est de Terazije, le centre de la capitale serbe ; le quartier s'étend sur plus de 2 lm, principalement le long de la rue Ustanička, à droite de la Route européenne E75, souvent désignée sous le nom d'autoroute Belgrade–Niš, et entre les rues Ustanička et Vojislava Ilića. Il est entouré par le quartier de Dušanovac à l'est, Šumice au nord-est, Cvetkova pijaca au nord et Mali Mokri Lug à l'ouest ; la partie méridionale du quartier est bordée par l'autoroute, qui le sépare des quartiers de Medaković III et de Marinkova bara. L'est de Konjarnik fait partie de la municipalité de Voždovac, le reste étant situé dans la municipalité de Zvezdara.

## Histoire
Après la Première Guerre mondiale, une partie du quartier de Cvetkova pijaca fut peuplé par des Kalmouks venus des rives de la mer Caspienne et qui fuyaient la Russie après la révolution d'Octobre. En 1929, dans la rue Kozarčeva, ils construisirent un temple bouddhiste en forme de pagode mongole ; cette pagode fut par la suite rasée par les nazis en 1944. Les Kalmouks possédaient de grands troupeaux de chevaux qui paissaient à l'air libre dans le secteur ; l'actuel quartier leur doit son nom de Konjarnik, qui signifie « le lieu où l'on élève les chevaux ». La construction d'un grand quartier moderne a commencé dans les années 1960 et s'est poursuivie dans les années 1970, créant une continuité urbaine entre le vieux Belgrade à l'ouest et Mali Mokri Lug à l'est.

## Sous-quartiers

### Konjarnik I
Konjarnik I est la section la plus orientale de Konjarnik ; elle est située dans la municipalité de Voždovac, entre la rue Ustanička au nord, l'autoroute Belgrade-Niš au sud et la rue Vojislava Ilića à l'est. Le quartier s'étend jusqu'à celui de Dušanovac à l'est et il est délimité par le parc de Šumice au nord et le quartier de Marinkova bara au nord, de l'autre côté de l'autoroute. Une ceinture forestière sépare le quartier de l'autoroute. Comme le reste de Konjarnik, le quartier est caractérisé par de grands immeubles résidentiels de forme rectangulaire.
L'un des centres principaux de la police de Belgrade est situé dans la rue Ljermontova. Le quartier abrite le complexe résidentiel et commercial KoŠum et l'immeuble résidentielTestera, en serbe « la scie », ainsi nommé en raison de sa construction en zigzag.

### Konjarnik II
Konjarnik II est situé à l'est de la rue Vojislava Ilića ; Ustanička en constitue la rue centrale. En plus de ses grands immeubles résidentiels, le secteur abrite une zone industrielle située le long des rues Vojislava Ilića et Mis Irbijeve ; on y trouve notamment les usines de Precizna mehanika, Bukulja et Metal. Des zones commerciales se sont développées le long du giratoire qui accueille les bus de la société Lasta, au carrefour des rues Ustanička et Vojislava Ilića ; on y trouve notamment un supermarché Vero.

### Konjarnik III
Konjarnik III est la partie de Konjarnik située au nord et à l'est de la section finale de rue Ustanička. Le quartier dispose de zones commerciales établies le long du giratoire des lignes de bus 17 et 31 et de la ligne de trolleybus 19. Deux centres commerciaux, tous deux nommés Konjarnik, sont situés l'un en face de l'autre dans la rue Ustanička.

### Učiteljsko naselje
Učiteljsko naselje (en serbe cyrillique : Учитељско насеље), la « hameau des professeurs », est situé dans la partie centrale de Konjarnik II et s'étend autour de la rue Učiteljska et du giratoire de la ligne de trolleybus 21, juste à l'est de la zone industrielle. L'ancien temple bouddhiste y était situé. C'est un quartier résidentiel qui comptait 9 516 habitants au recensement de 2002.

### Denkova bašta
Denkova Bašta (en serbe cyrillique : Денкова башта), le « jardin de Denko », est une extension de Konjarnik construite à la fin des années 1990 et au début des années 2000 ; il s'étend à l'est de la rue Vojislava Ilića, jusqu'au quartier de Cvetkova pijaca au nord. Il est constitué d'un complexe résidentiel ultramoderne.

### Rudo
Rudo (en serbe cyrillique : Рудо) est un complexe résidentiel formé de trois grands immeubles de 30 étages hauts de 100 m. Cet ensemble, officiellement nommé Rudo en hommage à la ville de Rudo en Bosnie-Herzégovine, est également connu sous le nom de Porte orientale de Belgrade (en serbe : Istočna kapija Beograda). Ces trois immeubles sont de forme triangulaire, avec une structure en escalier ; ils sont construits à l'intérieur d'un cercle de sorte que, quel que soit l'angle de vue, l'un d'entre eux apparaissent toujours situé entre les deux autres. Nommés Rudo 1, Rudo 2 et Rudo 3, ils ont été édifiés en 1976 mais leur façade n'a jamais été achevée. Depuis les années 1990, en raison du manque de maintenance, ces immeubles sont connus pour leur problèmes d'ascenseurs et de pompes à eau ; leur reconstruction a commencé en avril 2008.